# Hareidlandet
Hareidlandet è un'isola della Norvegia situata nella contea di Møre og Romsdal, (regione del Vestlandet). È l'isola più grande della regione del Sunnmøre e amministrativamente è divisa fra i comuni di Hareid e Ulstein.
Il territorio alterna brughiere e colline, la massima elevazione è il monte Blåtind (697 m s.l.m.) nella parte meridionale.
L'isola è collegata con la vicina isola Gurskøya tramite un ponte lungo 228 m edificato nel 1953 e chiamato Dragsundbrua su cui passa la strada n. 61 che attraversa l'isola da est a ovest collegando i due centri abitati principali, Hareid sulla costa orientale e Ulsteinvik su quella occidentale.
A ovest è collegata anche con la piccola isola di Dimna. Dal 2008 è collegata alla terraferma tramite la Galleria di Eiksund.